# Geolycosa vultuosa
Geolycosa vultuosa este o specie de păianjeni din genul Geolycosa, familia Lycosidae. A fost descrisă pentru prima dată de C. L. Koch, 1838. Conform Catalogue of Life specia Geolycosa vultuosa nu are subspecii cunoscute.